# Przewodniczący pro tempore Senatu Stanów Zjednoczonych
Przewodniczący pro tempore Senatu Stanów Zjednoczonych (ang. President pro tempore of the United States Senate) – jedna z najwyższych funkcji w Kongresie. Osoba piastująca to stanowisko, z racji umiejscowienia na trzecim miejscu w linii sukcesji prezydenckiej, uważana jest za czwartą (po prezydencie, wiceprezydencie i spikerze Izby Reprezentantów) osobę w państwie.

## Rola przewodniczącegopro tempore
Zgodnie z literą konstytucji Stanów Zjednoczonych przewodniczącym Senatu jest, z racji urzędu, wiceprezydent Stanów Zjednoczonych. Nie jest on jednak jednym z członków tej izby i głos może oddawać jedynie w wyniku równego podziału ich głosów.
Nic więc dziwnego, iż bardzo często nie bierze on udziału w posiedzeniach Senatu, a niektórzy wiceprezydenci w historii zjawiali się tam bardzo rzadko, to znaczy tylko w razie potrzeby oddania decydującego głosu, albo specjalnych połączonych sesji Kongresu.
Senat wybiera więc swojego przewodniczącego pro tempore (czyli, w dosłownym tłumaczeniu z łaciny, „tymczasowego przewodniczącego” lub „przewodniczącego na okres tymczasowy”), który – według konstytucji – przewodniczy Senatowi w okresie nieobecności wiceprezydenta.
Przed uchwaleniem 25. poprawki do Konstytucji, kiedy podczas wakatu stanowisko wiceprezydenta nie mogło być obsadzone przed początkiem nowej kadencji, przewodniczący pro tempore zostawał stałym przewodniczącym Senatu do końca kadencji. Obecnie, gdy istnieje możliwość jego obsadzenia, pełni funkcję do czasu zaprzysiężenia nowego wiceprezydenta.
Dziś wiele osób uważa ten urząd za czysto ceremonialny, między innymi dlatego, iż od 1943 zawsze pełni go najstarszy stażem senator z posiadającej większość w izbie partii. Z drugiej jednak strony wielu uważa go za jedną z najbardziej wpływowych osób w polityce amerykańskiej, gdyż to on jest faktycznym przewodniczącym tej izby przez większą część czasu oraz jest jej członkiem (inaczej niż wiceprezydent). Niektórzy przewodniczący pro tempore (jak Warren G. Magnuson, John C. Stennis, Strom Thurmond, Robert Byrd, Ted Stevens) uchodzili za jednych z najbardziej wpływowych senatorów niezależnie nawet od pełnienia tej funkcji.

## Kwestia sukcesji
Chociaż nigdy w historii Stanów Zjednoczonych w wypadku śmierci lub rezygnacji prezydenta nikt poza wiceprezydentem nie objął urzędu, to jednak był okres – od początku istnienia urzędu prezydenta i przez większość XIX wieku – w którym przewodniczący pro tempore był drugą, po wiceprezydencie, osobą w kolejce. W razie wakatu na tym stanowisku był pierwszą.
Gdyby prezydent Andrew Johnson został skazany i usunięty z urzędu (do przyjęcia wniosku zabrakło zaledwie jednego głosu) w procesie o impeachment w 1868 roku, nowym prezydentem do końca kadencji zostałby przewodniczący pro tempore Benjamin Wade (Johnson, który został prezydentem po zamordowaniu Abrahama Lincolna, nie posiadał w swoim gabinecie zastępcy).
Przewodniczący pro tempore jest jedną z dwóch osób (obok spikera Izby), której prezydent musi złożyć oświadczenie o utracie zdolności wykonywania obowiązków i tymczasowym przekazaniu władzy wiceprezydentowi. Składa też oświadczenie potwierdzające powrót zdolności.

### Prezydent przez jeden dzień?
Ponadto jeszcze od 4 marca do 5 marca 1849 ówczesny przewodniczący pro tempore David Rice Atchison (demokrata, Missouri) był de iure (choć nie został formalnie zaprzysiężony) tymczasowym prezydentem po ustąpieniu zgodnie z konstytucyjnym terminem prezydenta Jamesa Knoxa Polka i wiceprezydenta George’a Dallasa, ponieważ elekt Zachary Taylor odmówił złożenia przysięgi w niedzielę. Wielu ludzi uważa więc Atchisona za „jedenastego i pół prezydenta USA”. Jednak inni kwestionują to, najczęściej z poniższych powodów:
- Atchison nie został zaprzysiężony.
- Kadencja Taylora de iure rozpoczęła się automatycznie w momencie odejścia Polka.
- Jego kadencja jako przewodniczącego pro tempore formalnie wygasła wraz z końcem kadencji kongresu, co zbiegało się z końcem kadencji Polka, choć zaraz potem wybrano go nim ponownie. W najlepszym razie, po ponownym zaprzysiężeniu, Atchison był prezydentem przez kilka godzin, a nie jeden dzień.

## Przewodniczącypro tempore emeritus
Gdy w czerwcu 2001 Partia Republikańska straciła nagle większość w Senacie, ówczesny najstarszy stażem (a także najdłużej zasiadający w owym czasie w historii) senator Strom Thurmond, republikanin z Karoliny Południowej (który był przewodniczącym pro tempore w latach 1981–1987, 1995–2001), stracił swoją funkcję na rzecz Roberta Byrda. Jednakże stworzono wówczas po raz pierwszy honorową funkcję przewodniczącego pro tempore emeritus (President pro tempore emeritus, dosłownie „emerytowany przewodniczący”), którą zajął Thurmond. Po jego zaś odejściu z Senatu, kiedy republikanie także odzyskali większość, tytułem tym obdarzono Byrda, postanawiając, iż każdy, kto zajmował kiedyś funkcję przewodniczącego pro tempore, ale jego partia obecnie znajduje się w mniejszości, a on wciąż zasiada w Senacie, będzie nosił taki tytuł. W styczniu 2007 przewodniczący pro tempore emeritus Byrd i przewodniczący pro tempore Ted Stevens (republikanin z Alaski, przewodniczący pro tempore w latach 2003–2007, trzeci przewodniczący pro tempore emeritus) wobec ponownego uzyskania przez demokratów większości, wymienili się funkcjami.

### Rola emerytowanego przewodniczącego
Jest on nominalnie członkiem kierownictwa Senatu. Nie ma co prawda oficjalnych obowiązków ani też nie figuruje w linii sukcesji, ale nieoficjalnie jest, z racji swego doświadczenia, głównym doradcą liderów izby w jej sprawach. Byrd zasiadał też w gronie kierownictwa swej frakcji.
Prócz tego jego pensja jest równa do wynagrodzenia liderów partii i przewodniczącego pro tempore.

## Zastępca przewodniczącegopro tempore
Kiedy były wiceprezydent, senator Hubert Humphrey (demokrata, Minnesota), przegrał z Robertem Byrdem rywalizację o fotel lidera większości, obdarowano go honorową funkcję zastępcy przewodniczącego pro tempore (Deputy President pro tempore). Drugi raz funkcję tę pełnił lider większości George J. Mitchell (demokrata, Maine), kiedy przewodniczący pro tempore John C. Stennis (demokrata, Missisipi) był poważnie chory.
W okresie pełnienia tej funkcji przez Humphreya Senat zdecydował, iż każdy były wiceprezydent lub prezydent, który następnie został senatorem, będzie nosił ten tytuł.
Zastępca przewodniczącego pobiera takie same wynagrodzenie, jak przewodniczący.

### Rola zastępcy przewodniczącegopro tempore
W odróżnieniu od Humphreya, w wypadku którego była to czysto ceremonialna pozycja, Mitchell, w czasie niezdolności Stennisa do wypełniania obowiązków, praktycznie przejął w zastępstwie jego obowiązki i uprawnienia.

## Stale p.o. przewodniczącegopro tempore
Nie należy mylić pozycji zastępcy z funkcją stale pełniącego obowiązki przewodniczącego pro tempore. Została ona utworzona tylko jeden raz, kiedy Carl T. Hayden poważnie zachorował w czerwcu 1963. Senator Lee Metcalf, demokrata z Montany został więc mianowany stale p.o. przewodniczącego (Permanent Acting President pro tempore) i, jak Mitchell w latach 80., zastępował Haydena.
Mimo iż Hayden powrócił do zdrowia, Metcalf zachował tytuł, choć bez żadnych obowiązków, aż do swojej śmierci w styczniu 1977, kiedy wciąż piastował mandat (Hayden odszedł z Senatu w 1969).

## Pełniący obowiązki przewodniczącegopro tempore
Ponieważ ani wiceprezydent ani przewodniczący nie przewodniczą stale obradom Senatu, młodsi stażem senatorowie z rządzącej partii (tj. mającej większość) są desygnowani przez przewodniczącego do przewodniczenia na określone (zazwyczaj jednogodzinne) pory. Nazywa się ich formalnie p.o. przewodniczącego pro tempore (Acting President pro tempore).

## Chronologiczna lista przewodniczącychpro tempore
- John Langdon
- Richard Henry Lee
- John Langdon
- Ralph Izard
- Henry Tazewell
- Samuel Livermore
- William Bingham
- William Bradford
- Jacob Read
- Sedgwick
- Laurance
- James Ross
- Samuel Livermore
- Uriah Tracy
- John Eager Howard
- James Hillhouse
- Abraham Baldwin
- Stephen Row Bradley
- John Brown
- Jesse Franklin
- Joseph Inslee Anderson
- Samuel Smith
- Stephen Row Bradley
- John Milledge
- Andrew Gregg
- John Gaillard
- John Pope
- William H. Crawford
- Joseph Bradley Varnum
- John Gaillard
- James Barbour
- John Gaillard
- Nathaniel Macon
- Samuel Smith
- Littleton Waller Tazewell
- Hugh Lawson White
- George Poindexter
- John Tyler
- William R. King
- Samuel L. Southard(inne języki)
- Willie Person Mangum
- Ambrose Hundley Sevier
- David Rice Atchison
- William R. King
- David Rice Atchison
- Lewis Cass
- Jesse D. Bright(inne języki)
- Charles E. Stuart(inne języki)
- Jesse D. Bright(inne języki)
- James Murray Mason(inne języki)
- Thomas Jefferson Rusk(inne języki)
- Benjamin Fitzpatrick
- Jesse D. Bright(inne języki)
- Benjamin Fitzpatrick
- Solomon Foot
- Daniel Clark
- Lafayette S. Foster(inne języki)
- Benjamin Wade
- Henry B. Anthony(inne języki)
- Matthew H. Carpenter(inne języki)
- Henry B. Anthony(inne języki)
- Thomas W. Ferry(inne języki)
- Allen Thurman
- Thomas Francis Bayard
- David Davis
- George F. Edmunds(inne języki)
- John Sherman
- John James Ingalls(inne języki)
- Charles F. Manderson(inne języki)
- Isham G. Harris(inne języki)
- Matt Whitaker Ransom(inne języki)
- Isham G. Harris(inne języki)
- William P. Frye(inne języki)
- Rotacyjni przewodniczący pro tempore Senatu Stanów Zjednoczonych w latach 1911–1913:
  - Augustus Octavius Bacon
  - Charles Curtis
  - Jacob H. Gallinger(inne języki)
  - Frank B. Brandegee(inne języki)
  - Henry Cabot Lodge
- James P. Clarke (D-AR) 13 marca 1913 – 1 października 1916
- Willard Saulsbury (D-DE) 14 grudnia 1916 – 3 marca 1919
- Albert B. Cummins(inne języki) (R-IA) 19 maja 1919 – 6 marca 1925
- George H. Moses(inne języki) (R-NH) 6 marca 1925 – 3 marca 1933
- Key Pittman (D-NV) 9 marca 1933 – 10 listopada 1940
- William H. King(inne języki) (D-UT) 19 listopada 1940 – 3 stycznia 1941
- B. Patton Harrison (D-MS) 6 stycznia – 22 czerwca 1941
- Carter Glass (D-VA) 10 lipca 1941 – 2 stycznia 1945
- Kenneth McKellar (D-TN) 6 stycznia 1945 – 2 stycznia 1947
- Arthur H. Vandenberg(inne języki) (R-MI) 4 stycznia 1947 – 2 stycznia 1949
- Kenneth McKellar (D-TN) 3 stycznia 1949 – 2 stycznia 1953
- Styles Bridges (R-NH) 3 stycznia 1953 – 4 stycznia 1955
- Walter F. George(inne języki) (D-GA) 5 stycznia 1955 – 2 stycznia 1957
- Carl T. Hayden (D-AZ) 3 stycznia 1957 – 2 stycznia 1969
- Richard B. Russell junior (D-GA) 3 stycznia 1969 – 21 stycznia 1971
- Allen J. Ellender(inne języki) (D-LA) 22 stycznia 1971 – 27 lipca 1972
- James O. Eastland (D-MS) 28 lipca 1972 – 27 grudnia 1978
- Warren G. Magnuson(inne języki) (D-WA) 15 stycznia 1979 – 4 grudnia 1980
- Milton R. Young (R-ND) 5 grudnia 1980
- Warren G. Magnuson(inne języki) (D-WA) 6 grudnia 1980 – 4 stycznia 1981
- J. Strom Thurmond (R-SC) 5 stycznia 1981 – 5 stycznia 1987
- John C. Stennis (D-MS) 6 stycznia 1987 – 2 stycznia 1989
- Robert C. Byrd (D-WV) 3 stycznia 1989 – 3 stycznia 1995
- J. Strom Thurmond (R-SC) 4 stycznia 1995 – 3 stycznia 2001
- Robert C. Byrd (D-WV) 3 stycznia – 20 stycznia 2001
- J. Strom Thurmond (R-SC) 20 stycznia – 6 czerwca 2001
- Robert C. Byrd (D-WV) 6 czerwca 2001 – 3 stycznia 2003
- Theodore F. Stevens (R-AK) 3 stycznia 2003 – 3 stycznia 2007
- Robert Byrd (D-WV) 4 stycznia 2007 – 28 czerwca 2010
- Daniel Inouye (D-HI) 28 czerwca 2010 – 17 grudnia 2012
- Patrick Leahy (D-VT) 17 grudnia 2012 – 3 stycznia 2015
- Orrin Hatch (R-UT) 3 stycznia 2015 – 3 stycznia 2019
- Chuck Grassley (R-IA) 3 stycznia 2019 – 20 stycznia 2021
- Patrick Leahy (D-VT) 20 stycznia 2021 – 3 stycznia 2023
- Patty Murray (D-WA) 3 stycznia 2023 – 3 stycznia 2025
- Chuck Grassley (R-IA) 3 stycznia 2025 – obecnie